# Carl Riebe
Carl Riebe var en tysk miniatyrmålare och skulptör verksam i Sverige under första delen av 1800-talet.
Riebe föddes troligen i Weimar i slutet av 1700-talet. Han var verksam i Tyskland, Danmark och Sverige under första delen av 1800-talet. Han var verksam i Berlin 1819 och utförde då ett porträtt av drottning Louise av Preussen och 1833 målade han ett porträtt av Esaias Tegnér då denne vistades i Karlsbad. 1840 vistas han i Köpenhamn och utför ett flertal porträtt av danska ämbetsmän. I Sverige avporträtterade bland annat biskop Wilhelm Faxe, friherre Axel Gustaf Gyllenkrok samt terracottamedaljonger av greve Etienne Casimir De la Gardie och biskopen Johan Jacob Hedrén. Riebe finns representerad vid Blekinge läns museum.